# Bopyrinella thorii
Bopyrinella thorii là một loài chân đều trong họ Bopyridae. Loài này được Richardson miêu tả khoa học năm 1904.